# Angelika Fleckinger
Angelika Fleckinger (* 20. Oktober 1970 in Sterzing, Südtirol) ist eine italienische Prähistorikerin und seit 2022 Generaldirektorin der zehn Südtiroler Landesmuseen.

## Leben
Von 1989 bis 1995 absolvierte sie ein Studium der Ur- und Frühgeschichte, Klassischen Archäologie und Kunstgeschichte an der Universität Innsbruck, das sie mit der Diplomarbeit Fundtopographie des südlichen Wipptales und der Erlangung eines Magistra-Titels zum Abschluss brachte.
1996/97 arbeitete sie als Grabungstechnikerin im Amt für Bodendenkmäler des Landes Südtirol. Von 1998 bis 2004 war sie Koordinatorin am Südtiroler Archäologiemuseum in Bozen und seit dem 1. Januar 2005 dessen Direktorin. Ihr Hauptforschungsgebiet ist die Gletschermumie des Ötzi, die in ihrem Museum erforscht und aufbewahrt wird. Seit Januar 2020 war sie auch geschäftsführende Leiterin der Südtiroler Landesmuseen und verantwortete in dieser Funktion die Dauerausstellung zur Geschichte der Autonomie Südtirols, die 2021 am Bozner Silvius-Magnago-Platz eingerichtet wurde. Im Mai übernahm sie die Leitung des Betriebs Landesmuseen und ist damit auch Generaldirektorin der zehn Südtiroler Landesmuseen.

## Kuratierte Ausstellungen
- 2006: Das Geheimnis der Wolkenmenschen. Die Chachapoya im Peruanischen Nebelwald. In Kooperation mit dem österreichischen Bundesministerium für Bildung, Wissenschaft und Kultur, der Universität Wien und dem Museum in Leymebamba, Peru
- 2008: Hautzeichen – segni sulla pelle – body signs. In Kooperation mit dem Museum der Weltkulturen, Frankfurt
- 2009: Mumien. Der Traum vom ewigen Leben. In Kooperation mit den Reiss-Engelhorn-Museen, Mannheim
- 2011: Ötzi 2.0. Sonderschau
- 2013: mysterix. Rätselhafte Funde aus Südtirol. Neue Dauerausstellung
- 2014 bis Januar 2016: „Frozen Stories“. Gletscherfunde aus den Alpen. Sonderschau

## Mitgliedschaften
- Ehrenmitglied im Beirat des Instituts für Höhenforschung der Katholischen Universität von Salta, Argentinien
- Wissenschaftlicher Beirat des Tiroler Landesmuseums Ferdinandeum, Innsbruck
- Vorstandsmitglied des ArcheoParcs Schnals

## Veröffentlichungen (Auswahl)
- mit Hubert Steiner: Faszination Jungsteinzeit. Der Mann aus dem Eis. Folio-Verlag, Wien/Bozen 1999, ISBN 978-3-85256-126-4 (Englisch, Deutsch, Italienisch)
- Ötzi, der Mann aus dem Eis. Alles Wissenswerte zum Nachschlagen und Staunen. Folio-Verlag, Wien/Bozen 2002, ISBN 3-85256-209-0

9. aktualisierte Auflage 2018, ISBN 978-3-85256-779-2
englische Ausgabe: Ötzi, the Iceman. The Full Facts at a Glance. Folio-Verlag, Wien/Bozen 2003, ISBN 978-3-85256-574-3; 3. aktualisierte Auflage 2011
italienische Ausgabe: Ötzi, l'uomo venuto dal ghiaccio. Informazioni e curiosità sul celebre ritrovamento archeologico. Folio Editore, Wien/Bozen 2002, ISBN 88-86857-25-X; 7. aktualisierte Auflage 2014, ISBN 978-88-6299-043-1
- Menschen aus dem Eis. In: Alfried Wieczorek, Michael Tellenbach, Wilfried Rosendahl (Hrsg.): Mumien. Der Traum vom ewigen Leben (= Publikation der Reiss-Engelhorn-Museen. Bd. 24). Verlag Philipp von Zabern, Darmstadt 2007, ISBN 978-3-8053-3779-3, S. 34–51.
- (Hrsg.): Die Gletschermumie aus der Kupferzeit. Neue Forschungsergebnisse zum Mann aus dem Eis / La mummia dell’ età del rame. Teil 1 (= Schriften des Südtiroler Archäologiemuseums. Bd. 1). Folio, Bozen-Wien 1999, ISBN 3-85256-096-9.
- (Hrsg.): Die Gletschermumie aus der Kupferzeit. Neue Forschungsergebnisse zum Mann aus dem Eis / La mummia dell’ età del rame. Teil 2 (= Schriften des Südtiroler Archäologiemuseums. Bd. 3). Folio, Bozen-Wien 2003, ISBN 3-85256-249-X.
- (Hrsg.): Ötzi 2.0. Eine Mumie zwischen Wissenschaft, Kult und Mythos. Theiss, Stuttgart 2011, ISBN 978-3-8062-2432-0. (auch Wissenschaftliche Buchgesellschaft, Darmstadt 2011, ISBN 978-3-534-24086-9)[4]